# Esporte Clube Guarani
El Esporte Clube Guarani es un club de fútbol brasilero de la ciudad de Venâncio Aires. Fue fundado en 1929 y juega en la Campeonato Gaúcho.